# Dubeyiella indica
Dubeyiella indica är en stekelart som beskrevs av Khan, Agnohitri och Sushil 2005. Dubeyiella indica ingår i släktet Dubeyiella och familjen finglanssteklar. Inga underarter finns listade i Catalogue of Life.